# A Little Night Music (téléfilm, 1990)
Pour les articles homonymes, voir A Little Night Music (homonymie).
A Little Night Music (1990) est un  téléfilm américain réalisé par Scott Ellis d'après la comédie musicale-homonyme de Stephen Sondheim et Hugh Wheeler.

## Synopsis
Cette histoire est adaptée de A Little Night Music.

## Fiche technique
- Titre : A Little Night Music
- Réalisation : Scott Ellis
- Scénario : Hugh Wheeler d'après Sourires d'une nuit d'été d'Ingmar Bergman
- Musique : Stephen Sondheim
- Décors : Michael Anania
- Costumes : Lindsay W. Davis
- Pays d'origine : États-Unis
- Format : Couleurs
- Genre : Musical
- Durée : 178 minutes
- Date de sortie : 1990

## Distribution
- Sally Ann Howes : Desiree Armfeldt
- Kevin Anderson (en) : Henrik Egerman
- George Lee Andrews : Frederik Egerman
- Ron Baker : Mr. Lindquist
- David Comstock : Frid
- Michael Rees Davis : Mr. Erlanson
- Susanne Marsee : Mrs. Sergstrom
- Regina Resnik : Madame Arnfeldt